# Ulugue Begue
Mirza Maomé Tárique ibne Xaruque [Ulugue Begue] (em persa: (میرزا محمد طارق بن شاهرخ (الغ‌بیگ; romaniz.: Mīrzā Muhammad Tāriq ibn Xāhruḫ (Uluğ Beg); Soltaniyeh, 22 de março de 1394 — Samarcanda, 27 de outubro de 1449), mais conhecido apenas como Ulugue Begue ou Ulugue Bei, foi, durante o reinado de Tamerlão, regente (1447–1449) e sultão. Seu nome mais conhecido na verdade não é o seu nome verdadeiro, e sim um apelido, que significa "Grande Líder" ou "Líder Patriarcal" e é o equivalente em turco do título perso-árabe de Tamerlão "Amir e Cabir" (Amīr-e Kabīr). Destacou-se também como astrônomo e matemático, contribuindo com temas como trigonometria e geometria esférica. Também construiu o Grande Observatório, hoje chamado  Observatório de Ulugue Begue em Samarcanda, entre 1424 e 1429.

## Vida
Foi neto do conquistador Tamerlão filho mais velho de Xaruque Mirza, ambos da tribo Barlas, da Transoxiana (hoje Uzbequistão). Sua mãe era uma nobre, Goharshad. Como seu avô, também foi ancestral de Babur, fundador da dinastia mogol.
Ulugue Begue nasceu em Sultaniyeh, na Pérsia. Quando criança, andou por uma parte grande do Oriente Médio e Índia já que seu avô tinha expandido as fronteiras para estas regiões. Com a morte de Tamerlão entretanto, e a ascensão do pai e Ulugue Begue ao trono do império, fixou-se em Samarcanda, que era a capital do império. Após Xaruque ter mudado a capital para Herate, (hoje no Afeganistão), o jovem Ulugue Begue, de dezasseis anos se tornou o governador em Samarcanda em 1409. Em 1411 tornou-se o soberano de toda Transoxiana.

## Ciência
O líder adolescente queria tornar a cidade em um centro intelectual para o império. Entre 1417 e 1420, construiu uma madraça no Reguistão, em Samarcanda, que por vezes é apresentada como uma universidade, para a qual convidou vários astrônomos e matemáticos islâmicos para lá darem aulas. A madraça ainda existe e é conhecida como Madraça Ulugue Begue. O pupilo mais famoso de Ulugue Begue no ensino da matemática foi Ghiyath al-Kashi (aproximadamente 1370-1429).

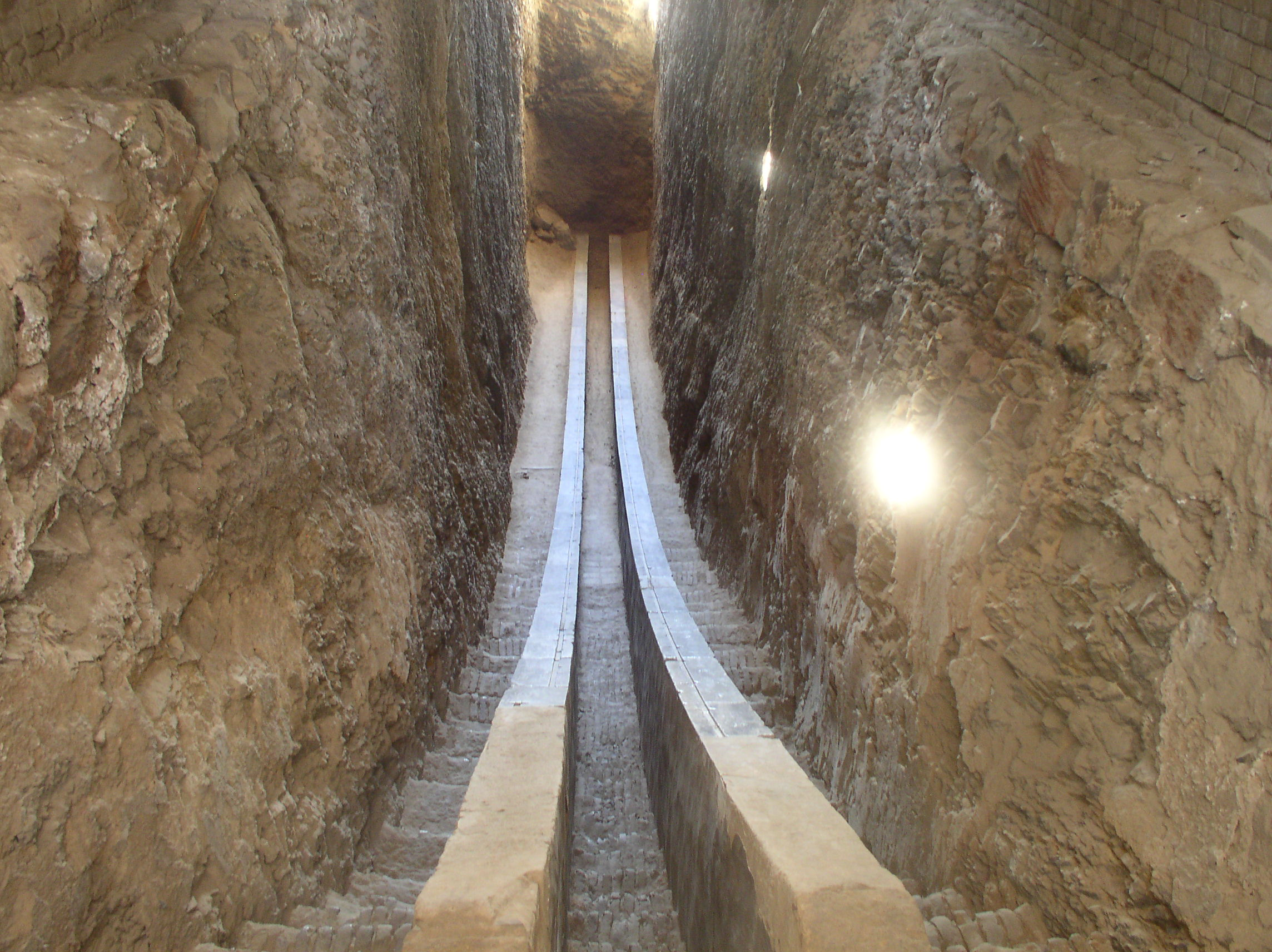
Observatório Ulugue Begue em Samarcanda

### Astronomia
Seus interesses particulares estavam concentrados na astronomia e, em 1428, construiu um enorme observatório, chamado Gurkhani Zij, similar ao de Tycho Brahe, construído posteriormente, e ao observatório de Taqi al-Din em Istambul. Melhorou a precisão do telescópio aumentando o comprimento do seu sextante (o sextante de Fakhritinha um raio de cerca de 36 metros) e a resolução angular de 180" (segundos de arco).
Utilizando-o, compilou as “Tabelas sultanais” (Zīj-i Sultānī), uma zij (catálogo e conjunto de tabelas astronómicas), nas quais figuram 994 estrelas, geralmente considerado o maior catálogo de estrelas entre os de Ptolomeu e de Brahe, um trabalho chamado Livro das Estrelas Fixas de Azofi. Os erros grosseiros que encontrou nos catálogos de estrelas árabes (muitos dos quais foram atualização dos trabalhos de Ptolomeu) induziram-no a redeterminar as posições de 992 estrelas fixas, às quais ele adicionou 27 estrelas do catálogo de Azofi do ano de 964, que era muito longe em direção sul para observar-se de Samarcanda. Este catálogo, um dos mais originais da Idade Média, foi editado por Thomas Hyde em Oxford, em 1665 com o título Tabulae longitudinis et latitudinis stellarum fixarum ex observatione Ulugbeighi, por G. Sharpe em 1767 e, 1843 por Francis Baily no volume décimo terceiro de Memoirs of the Royal Astronomical Society.

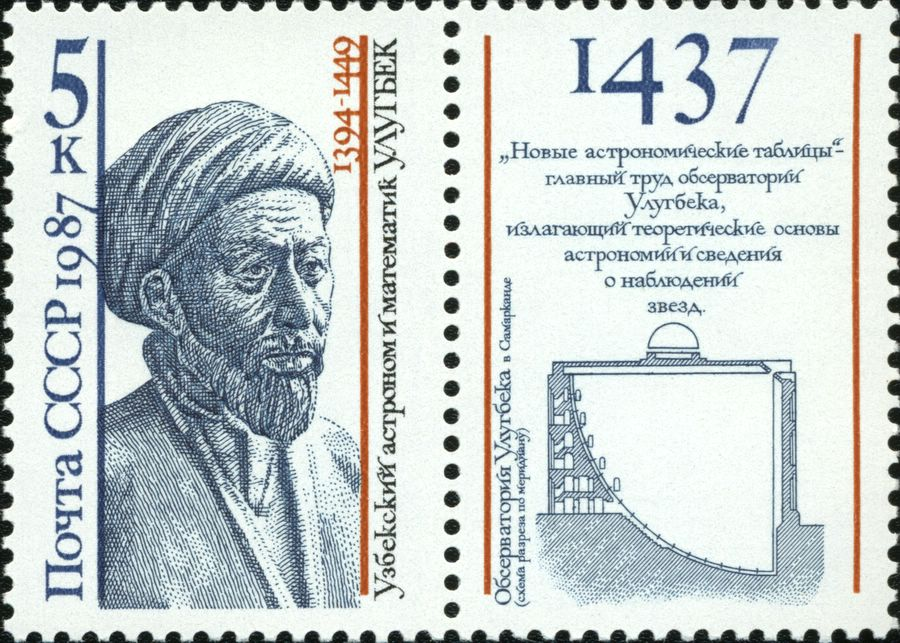
Ulugue Begue e seu observatório. Selo soviético de 1988

Em 1437, Ulugue Begue determinou o comprimento do ano sideral como 365.2570370…d = 365d 6h 10m 8s (um erro de +58s). Esse valor foi melhorado em 28s 88 anos depois, em 1525, por Nicolau Copérnico (1473-1543), que usou a estimativa de Thabit ibn Qurra (826-901), que foi precisa em +2s.

### Matemática
Na matemática, Ulugue Begue escreveu com precisão tabelas trigonométricas de seno e tangente, com precisão de pelo menos oito casas decimais.

## Morte
As habilidades políticas de Ulugue Begue não foram as mesmas em relação à ciência. Perdeu algumas batalhas para reinos rivais e, em 1448, massacrou o povo de Herate após defender Mirza Ala-u-dowleh, filho de Bai Suncur. Em dois anos, foi decapitado por seu filho mais velho, Abde Alatife, enquanto ia à Meca. Sua reputação foi reabilitada por seu parente, Babur, fundador do Império Mogol, que pôs os escritos de Ulugue Begue na tumba de Tamerlão, em Samarcanda, encontrada por arqueólogos em 1941.
A cratera Ulugue Begue na Lua, foi batizada por um astrônomo alemão, Johann Heinrich von Mädler em seu mapa da Lua de 1830.